# Sherilyn Wold
Sherilyn Sharony Wold (Haarlem, 31 maart 1994) is een Nederlandse karateka. Wold is achtvoudig Nederlands kampioen en maakte deel uit van de Nederlandse kumiteselectie van 2015 tot en met 2020 en nam deel in de klasse voor Dames senioren tot 68 kg.
Ze behaalde een bronzen medaille op de Europese kampioenschappen karate 2016 in Montpellier, Frankrijk. Tevens won zij brons op de wereldbeker wedstrijd Premier League 2016 in Okinawa, Japan.

## Palmares
Continental Championship
- Senior Championships 2016 - 3e plek
- Championships 2019 - 5e plek

Karate 1 Premier League
- Premier League, Rotterdam 2016 - 7e plek
- Premier League, Tokio 2016 - 3e plek
- Premier League, Berlijn 2018 - 11e plek
- Premier League, Tokyo 2018 - 9e plek
- Premier League, Salzburg 2020 - 5e plek

Karate 1 Series A
- Series A, Istanboel 2017 - 7e plek
- Series A, Guadalajara 2018 - 7e plek